# Trittame stonieri
Trittame stonieri is een spinnensoort uit de familie Barychelidae. De soort komt voor in Queensland.